# Aldbrough

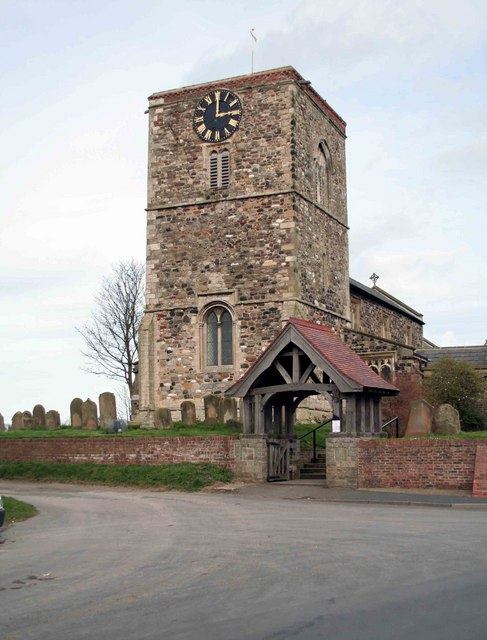
Aldbrough: la chiesa di San Bartolomeo

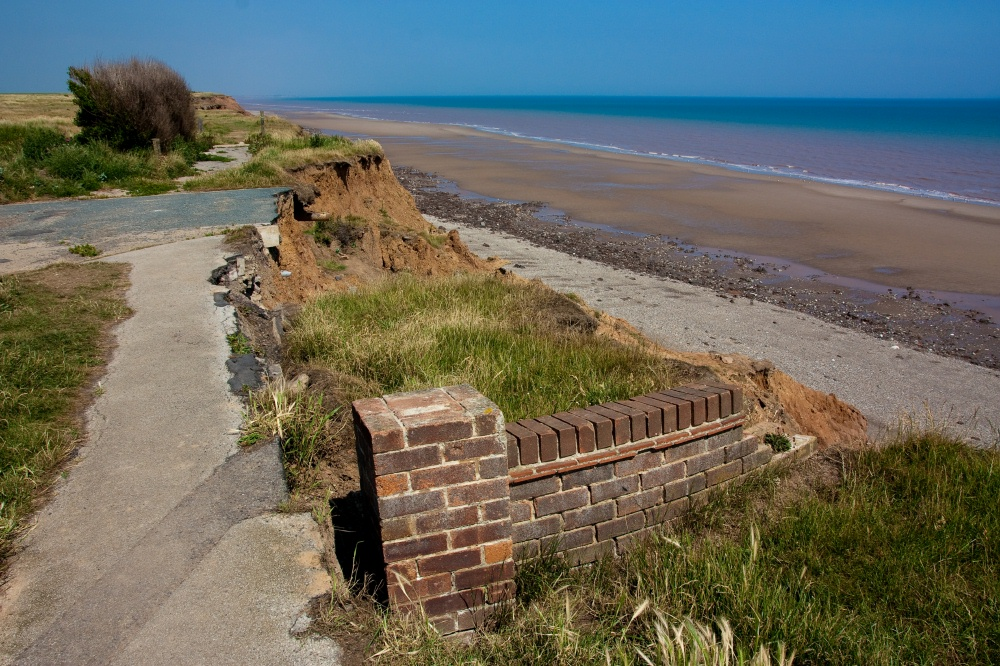
Le scogliere e la spiaggia di Aldbrough

Aldbrough è un villaggio con status di parrocchia civile dell'Inghilterra nord-orientale, facente parte della contea dell'East Riding of Yorkshire e situato in prossimità della costa che si affaccia sul Mare del Nord, nell'area nota come Holderness. L'intera parrocchia civile conta una popolazione di circa 1 300 abitanti.

## Geografia fisica
Aldbrough si trova poco a nord-est della città di Kingston upon Hull e dello Humber (l'ampio estuario sul Mare del Nord del fiume Hull, tra le località di Grimston e Cowden (rispettivamente a nord della prima e a sud della seconda). Da Kingston upon Hull dista circa 18 km.
Il solo villaggio occupa un'area di 0,38 km², mentre l'intera parrocchia civile copre un'area di 21,38 km². Il villaggio si trova nella parte centrale/orientale della parrocchia civile.

## Origini del nome
Aldbrough è un toponimo di origine nordica che significa "antica fortezza".

## Storia
Nel 1066, la tenuta di Aldbrough, che comprendeva varie parrocchie, era comandata da un certo Ulf.
Nel territorio dell'attuale parrocchia civile di Aldbrough, si trovava un tempo il villaggio di Ringborough, menzionato nel Domesday Book e scomparso in seguito all'erosione della costa. Nel posto, venne installata nel corso della seconda guerra mondiale una fortificazione militare, in seguito in gran parte sommersa dalla sabbia.

## Monumenti e luoghi d'interesse

### Architetture religiose

#### Chiesa di San Bartolomeo
Principale edificio religioso di Aldbrough è la chiesa di San Bartolomeo, che presenta un campanile del tardo XIII secolo e una navata risalente almeno all'XI secolo.

### Architetture civili
- Mount Pleasant[1]
- Memoriale di guerra[8][9][10]

## Società

### Evoluzione demografica
Al censimento del 2021, la parrocchia civile di Aldbrough contava una popolazione pari a 1 279 abitanti, in maggioranza (655) di sesso femminile.
La parrocchia civile di Aldbrough ha conosciuto un lieve incremento demografico rispetto al rilevamento del 2011, quando contava 1 269 abitanti. Questo dato era però in calo rispetto al censimento del 2001, quando la parrocchia civile di Aldbrough contava 1 336 abitanti.

## Geografia antropica

### Suddivisioni amministrative
Villaggi della parrocchia civile di Aldbrough
- Aldbrough
- East Newton
- Etherdwick
- Tansterne